# Лантратова, Дарья Сергеевна
Дарья Сергеевна Лантратова (род. 20 мая 1984, Мосрентген) — сенатор Российской Федерации от исполнительной власти Луганской Народной Республики (с 2022), заместитель председателя Комитета Совета Федерации по социальной политике.

## Биография
Родилась в посёлке завода Мосрентген, в 2006 году окончила Московский педагогический государственный университет, в 2022 году — Академию народного хозяйства и государственной службы.
С 2008 года работала в департаменте пресс-службы и информации правительства России, с 2012 года — в администрации президента России (в 2019 году назначена референтом Управления президента по общественным связям и коммуникациям).
В 2021 г. назначена заместительницей секретаря Генерального совета партии «Единая Россия» Андрея Турчака.
По сообщениям СМИ, после вторжения России на Украину в 2022 г. участвовала в составлении антиукраинских «темников» для российских пропагандистских СМИ.

### Сенатор Российской Федерации
20 декабря 2022 года Леонид Пасечник, исполняющий обязанности главы Луганской Народной Республики, созданной на оккупированной территории Луганской области Украины, утвердил Дарью Лантратову в должности сенатора Российской Федерации, представителя исполнительного органа государственной власти республики в Совете Федерации (при этом она сохранила должность заместителя секретаря Генерального совета «Единой России»), и 23 декабря в ходе заседания СФ получила удостоверение.

### Санкции
25 февраля 2023 года, на фоне вторжения России на Украину, внесена в санкционный список всех стран Евросоюза за «действия, которые подрывают территориальную целостность, суверенитет и независимость Украины». С 24 февраля 2024 года под санкциями Австралии.

## Прочее
Имеет латышские корни. До 2008 года участвовала в деятельности хора «Tālava» Московского общества латышской культуры, вместе с хором участвовала в XXIII латвийском национальном празднике песни и танца в 2003 году.